# Pardalinops testudinaria
Pardalinops testudinaria is een slakkensoort uit de familie van de Columbellidae. De wetenschappelijke naam van de soort is voor het eerst geldig gepubliceerd in 1807 door Link.